# Pezodrymadusa lata
Pezodrymadusa lata är en insektsart som beskrevs av Karabag 1961. Pezodrymadusa lata ingår i släktet Pezodrymadusa och familjen vårtbitare. Inga underarter finns listade i Catalogue of Life.